# Кребсбах, Астрид
Астрид Мелани Беатрикс Мария Кребсбах (нем. Astrid Melanie Beatrix Maria Krebsbach, 9 февраля 1913 — 17 сентября 1995), в замужестве также носившая фамилии Хобом (нем. Hobohm) и Хорн (нем. Horn) — немецкая спортсменка, игрок в настольный теннис, призёрка чемпионатов мира, пятикратная чемпионка Германии и четырёхкратная чемпионка ГДР.

## Биография
Родилась в 1913 году в Вене (Австро-Венгрия). Её отец имел подданство Германской империи, а мать — Австро-Венгрии, поэтому Астрид получила право на гражданство Германии. После Первой мировой войны семья переехала в Германию. Семья была очень спортивной, летом родители Астрид играли в теннис, а зимой — в настольный теннис, и Астрид с ранних лет тоже приобщилась к настольному теннису. С 1930 по 1951 годы она приняла участие в восьми чемпионатах мира, на которых завоевала 9 медалей разного достоинства. В 1936 году она вышла замуж за Эрнста Фридмана Хобома, и после рождения дочери на несколько лет оставила спорт, возобновив участие в чемпионатах Германии с 1941 года.
После Второй мировой войны осталась в ГДР. В 1949 году она развелась с Эрнстом Хобомом и вышла замуж за Рольфа Хорна.